# Килберри
Килберри (англ. Kilberry; ирл. Cill Bhearaigh) — деревня в Ирландии, находится в графстве Килдэр (провинция Ленстер) на региональной дороге R417 у реки Барроу.

## Демография
Население — 421 человек (по переписи 2006 года). В 2002 году население составляло 417 человек.
Данные переписи 2006 года:
| Общие демографические показатели |               |                               |                               |      |      |
| Всё население                    | Всё население | Изменения населения 2002—2006 | Изменения населения 2002—2006 | 2006 | 2006 |
| 2002                             | 2006          | чел.                          | %                             | муж. | жен. |
| 417                              | 421           | 4                             | 1                             | 213  | 208  |